# Jahja esz-Szinvár
Jahja esz-Szinvár (arabul: يحيى السنوار; Han Júnisz, Gázai övezet, 1962. október 29. – Rafah, Gázai övezet, 2024. október 16.) a Hamász, teljes nevén Harakat al-Mukávama al-Iszlámijja (arabul: حركة المقاومة الاسلامية, tudományos átírással: Ḥarakat al-Muqāwama al-Islāmiyya, ’Iszlám Ellenállási Mozgalom’) palesztin iszlamista politikai és fegyveres ellenállási szervezet vezetője volt a Gázai övezetben, 2017 februárjában vette át Iszmáíl Hanijétől a vezetést. A Hamász biztonsági apparátusának egyik társalapítója, és a Hamász második legtöbb befolyással rendelkező embere volt.
2024. május 20-án a Nemzetközi Büntetőbíróság ügyésze, Karim Khan háborús bűnök és emberiesség elleni bűncselekmények elkövetésének megalapozott gyanúja miatt elfogatóparancs kiadását kérte a Hamász három vezetője, Iszmáíl Hanije, Mohammed Deif és Jahja esz-Szinvár, valamint Benjámín Netanjáhú izraeli miniszterelnök és Joáv Galant izraeli védelmi miniszter ellen.
2024. október 16-án a Gázai övezet déli részén, Rafahban, az izraeli haderő megölte.

## Korai évek
Szinvár a Hán Júnisz-i menekülttáborban született 1962-ben, a Gázai övezetben, egy Askelónból az 1948-as palesztin exodus során elmenekült család gyermekeként. Szinvár fiatalkorát is ott töltötte. Tanulmányait a Gázai Iszlám Egyetemen végezte, ahol  arabisztika szakon szerzett alapdiplomát.

## Politikai pályája
Sinwart az izraeli hatóságok először 1982-ben tartóztatták le felforgató tevékenységért, és két évet töltött a Far'a fogolytáborban. 1985-ben ismét letartóztatták.
A Hamásznak annak 1987-es megalakulása óta tagja volt.
Az első intifáda során 1989-ben megszervezte és embereivel kivitelezte két izraeli katona és négy, kollaboránsnak tartott palesztin foglyul ejtését és kivégzését. Izrael ezt követően négy életfogytiglani börtönbüntetésre ítélte, amelyből 22 évet töltött le.
2006-ban a Hamász foglyul ejtette Gilad Shalitot, az izraeli hadsereg katonáját, akinek szabadságáért cserébe Izrael kormánya végül több, mint 1000 palesztin rab szabadon bocsátására kényszerült. E 2011-es fogolycsere során szabadult ki Szinvár is.
2017-ben négy évre a Hamász gázai vezetőjévé választották. 2018-ban Szinvár bejelentette, hogy a Hamász támogatóként beállt a Visszatérés nagy menete tüntetéssorozata mögé. 2021-ben újabb négy évre a Hamász gázai vezetőjévé választották. 2021. május 15-én Izrael bombatámadást intézett Szinvár lakóháza ellen.
2015 szeptemberében az Egyesült Államok kormánya terroristának minősítette Szinvárt. A Hamászt és az Izz ad-Dín al-Kasszám Brigádokat pedig az Egyesült Államok, az Európai Unió és más országok és szervezetek is terrorista szervezetnek minősítették.[forrás?]
Izraeli kormány- és katonai körök őt tartották a 2023-as Izrael–Hamász-háborút kirobbantó 2023. október hetedikei, a Gázai övezetben működő palesztin fegyveres szervezetek izraeli célpontok ellen indított váratlan terrortámadás egyik főszervezőjének.

## Halála
Szinvár 2024. október 16-án a Gázai övezet déli részén, Rafahban, az izraeli haderőkkel vívott tűzharcban lelte halálát. Október 18-án Khalil al-Hajja, a Hamász gázai vezetője megerősítette Szinvár halálát. Kijelentette azonban azt is, hogy a Gázai övezetben őrzött izraeli foglyok mindaddig nem lesznek szabadok, míg Izrael fel nem hagy a Gázai övezet elleni támadásaival és ki nem vonja onnan haderejét.

## Fordítás
Ez a szócikk részben vagy egészben  a   Yahya Sinwar című angol Wikipédia-szócikk ezen változatának fordításán alapul.  Az eredeti cikk szerkesztőit annak laptörténete sorolja fel. Ez a jelzés csupán a megfogalmazás eredetét és a szerzői jogokat jelzi, nem szolgál a cikkben szereplő információk forrásmegjelöléseként.